# Набережный (Фалёнский район)
Набережный — посёлок в Фалёнском районе Кировской области. Входит в состав Талицкого сельского поселения.

## История
В 1964 году Указом Президиума ВС РСФСР посёлок Козлы  переименован в Набережный.

## Население
| 2010 |
| ---- |
| 20   |